# جنگ ۱۹۸۲ لبنان
جنگ ۱۹۸۲ لبنان (به انگلیسی: 1982 Lebanon War) یا جنگ اول لبنان یا عملیات صلح برای جلیل جنگی است که در سال ۱۹۸۲ بین اسرائیل و لبنان رخ داد. نیروهای دفاعی اسرائیل پس از درگیری‌های مکرر با نیروهای سازمان آزادی‌بخش فلسطین (ساف) مستقر در جنوب لبنان، به این مناطق حمله کرد. عملیات نظامی، پس از سوءقصد ناموفق علیه شلومو آرگوف، سفیر اسرائیل در انگلستان، توسط یکی از اعضای گروه ابونضال (یکی از گروه‌های مخالف ساف) آغاز شد. نخست‌وزیر اسرائیل، مناخم بگین ضمن محکوم کردن سازمان آزادی‌بخش فلسطین، از این موضوع به‌عنوان بهانه جنگ استفاده کرد و جنگ در ۶ ژوئن ۱۹۸۲، برابر با ۱۶ خرداد ۱۳۶۱، آغاز شد. ارتش اسرائیل به همراه متحدین مارونی خود، طی مدت کوتاهی با حملات شدید هوایی و پیش‌روی سریع نظامی، بیروت و قسمت‌هایی از جنوب لبنان را تصرف نظامی کرد و نیروهای ساف و متحدین آن شامل افرادی از نیروی زمینی سوریه و نیروهای اسلام‌گرای لبنانی را در غرب بیروت محاصره کرد و تحت بمباران شدید قرار داد.
پس از مذاکرهٔ طرفین درگیری و با کمک ایالات متحده و نیروهای حافظ صلح، آتش‌بس برقرار شد و به نیروهای ساف فرصت داده شد که از جنوب لبنان خارج شوند. با پایان درگیری‌ها در همان سال، مرکز فرماندهی نیروهای ساف به شهر طرابلس لبنان منتقل شد و همچنین از تسلط نیروهای سوری در لبنان کاسته شد.اسرائیل پس از ۳ سال از بیشتر مناطق خارج شد. با انسجام نیروهای شیعه طرفین درگیری به ویژه حزب‌الله و ارتش اسرائیل وارد تنش‌های نظامی کوچک مقیاس پانزده ساله شدند.